# Palacete dos Vilhenas Coutinhos
O Palacete dos Vilhenas Coutinhos, ou Palácio Vilhena Coutinho, localiza-se na Praça Conde de Agrolongo, em Braga. Nele funcionou durante muitos anos o Tribunal de Braga, estando de momento em estado de abandono.

## História
O Palácio pertencia a Rodrigo António da Costa Pereira de Gouvêa, Fidalgo da Casa Real e de Cota de Armas (passadas no ano de 1733), 5.º Senhor do Morgado da Roda e Capela (Bravães), 3º Senhor do Morgado de São José e da Casa do Terreiro em Arcos de Valdevez, Cavaleiro da Ordem de Cristo por mercê pelo seu casamento com a Açafata da Infanta D.ª Maria Doroteia, D.ª Inácia Clara Rosa de Vilhena Coutinho, irmã do Senhor Marquês de Soydos.  

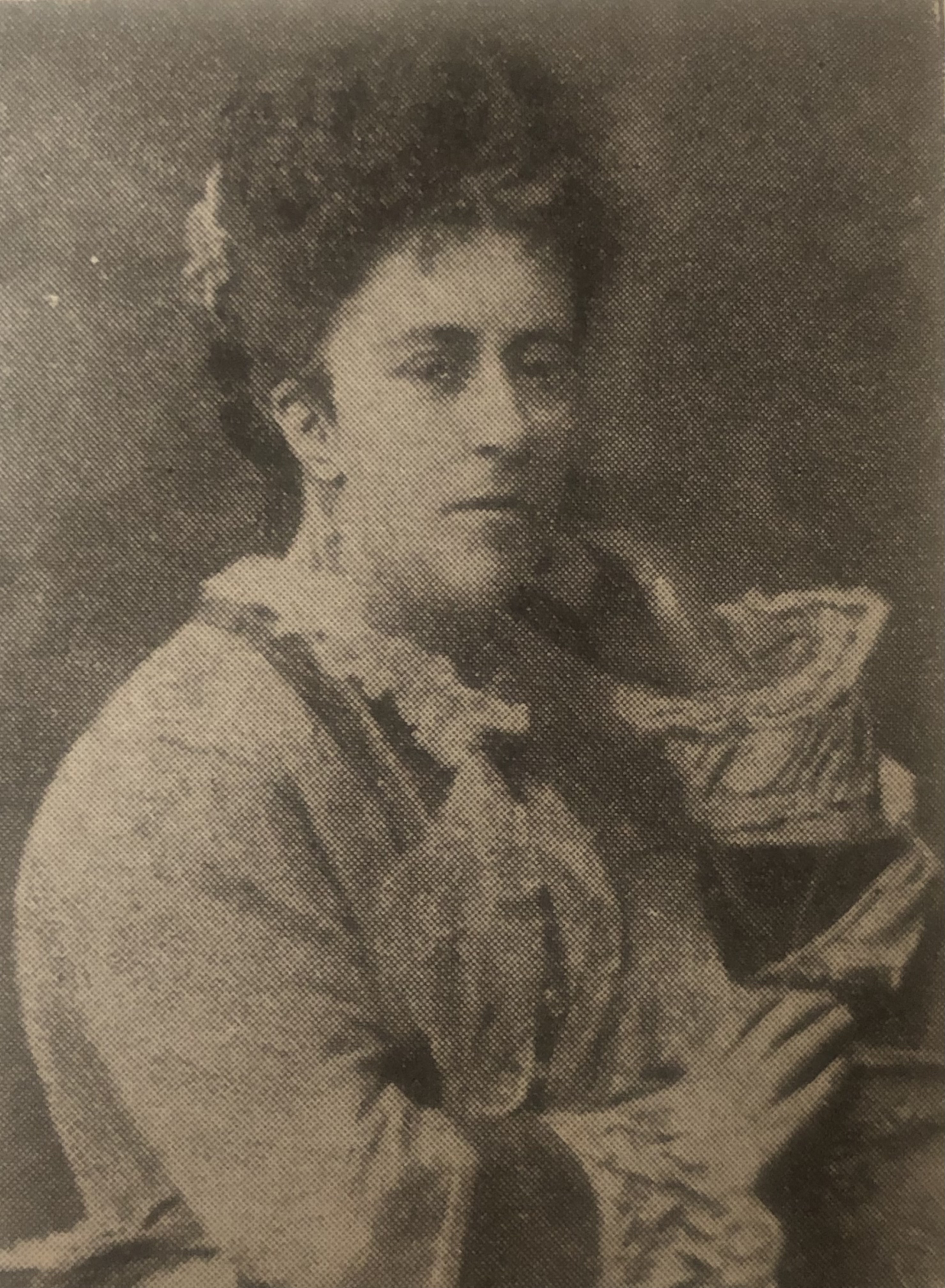
Dª.Guiomar da Costa Pereira de Vilhena Coutinho. Foi esta Excelentíssima e Ilustríssima Senhora, 10ª Morgada da Roda e propriedades anexas, Senhora do Palácio Vilhena Coutinho em Braga virado para o Campo da Vinha e para o Campo de Touros. Nasceu em 1840 e faleceu na Casa da Roda em Bravães em 1926, filha da Excelentíssima Senhora Dª.Doroteia de Noronha e Menezes de Mesquita e Melo de Portugal e do Excelentíssimo e Ilustríssimo Senhor António Luís da Costa Pereira Pacheco de Vilhena Coutinho. Casou em 1870, na Capela da Casa de Cabanas, em Dume, Braga, com o Excelentíssimo e Ilustríssimo Senhor Duarte Guilherme Ferreri de Gusmão, representante do título de Barão de São Martinho de Dume e do de Conde de Ferreri, Senhor da Casa de Cabanas em Dume, filho primogénito dos 2º Barões de São Martinho de Dume.

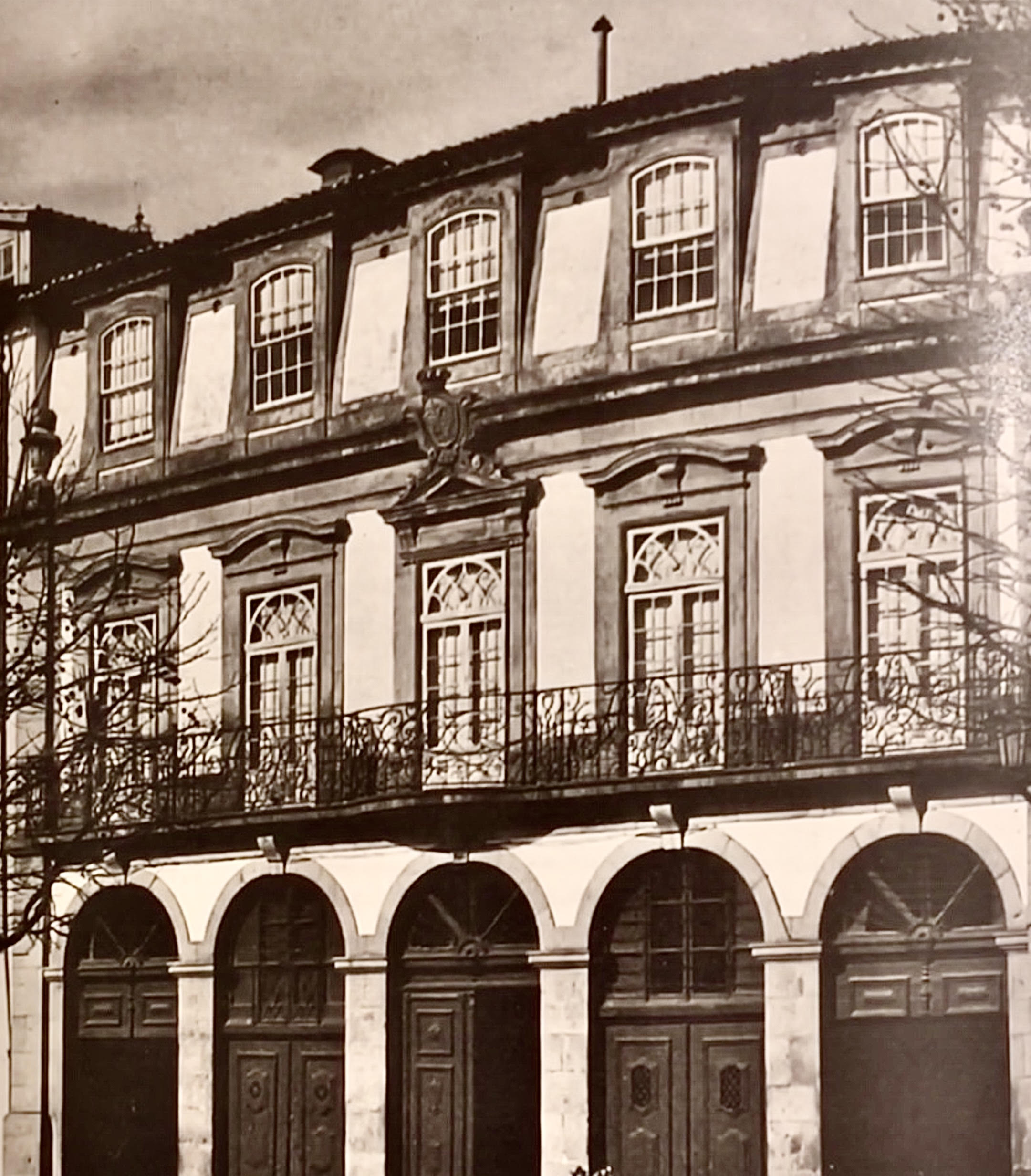
Palacete ligado entre o antigo campo da Vinha e o antigo campo de touros. As armas Costas, Pereiras, Vilhenas e Coutinhos foram mandadas esculpir por Dom Luís Xavier da Costa Pereira de Vilhena Coutinho num edifício com o risco de Carlos Amarante.

A reedificação ficou a cargo do seu filho Gaspar José da Costa Pereira de Vilhena Coutinho, Fidalgo Cavaleiro da Casa Real, 6º Senhor do Morgado da Roda, 4º Senhor de São José, Senhor do Paço da Palmeira que comprou ao Duque de Lafões. Esta casa nobre ficou conhecida nos livros de nobreza como Casa do Campo da Vinha e do Campo de Touros, por ter uma ligação para a actual praça do município. No século XIX a casa foi posse do herdeiro de Gaspar José, António Luís da Costa Pereira de Vilhena Coutinho, Fidalgo Cavaleiro da Casa Real, Deputado da Nação, Juiz de fora de Amarante, Provedor da Santa Casa da Misericórdia de Braga, Comendador da Ordem de Nossa Senhora da Conceição de Vila Viçosa e da Ordem de Nosso Senhor Jesus Cristo, 8º Senhor do Morgado da Roda e 5º Senhor do Morgado de São José, casado com D. Dorotea de Noronha e Menezes de Mesquita e Mello de Portugal, filha de D. Manoel de Noronha e Menezes de Mesquita e Melo de Portugal, Senhor da Quinta da Prelada, no Porto. O Palácio foi herdado depois por sucessão por Gaspar da Costa Pereira de Vilhena Coutinho, bacharel em leis que falecendo solteiro em 1869 passou para a sua irmã D.ª Guiomar da Costa Pereira de Vilhena Coutinho. Esta família descende também de casas da primeira nobreza galega como as de Caminha, Altamira ou Trastâmara. 
Entre o século XVIII e XIX foi uma das casas mais poderosas da cidade de Braga devido à influência secular da família Costa Pereira de Vilhena Coutinho quer no Arcebispado de Braga quer junto da família real.
Foi arrematado em praça pública pela quantia de nove mil e seiscentos reis pela Câmara de Braga, que o destinou, depois das remodelações necessárias à repartição da Justiça até então instalada no Largo do Paço, no edifício do Tribunal Eclesiástico, - Tribunal da Relação - hoje ocupado pela secretaria da Universidade do Minho, e ali instalou umas celas destinadas aos réus que se tinham de julgar.
Decorreu esta compra em 1873 a D.Guiomar da Costa Pereira de Vilhena Coutinho e sua mãe D.Dorotea de Noronha de Portugal, e passados pouco mais de dez anos, viu-se a Câmara na necessidade de comprar mais uma Casa junta, lado Nascente, pois as instalações já se tinham tornado exíguas. Num exame atento da fachada nota-se perfeitamente que o estilo da parte poente, cuja arquitectura se deve a Carlos Amarante, à do Nascente é completamente diferente. Por alturas de 1915, foi de novo transformado parte do interior - átrio de entrada e escada nobre - obra devida ao arquitecto João de Moura Coutinho, obra que dignificou o interior o Palácio da Justiça.
Em 1924, os herdeiros da família Vilhena Coutinho Ferreri de Gusmão, dirigiram um requerimento à Câmara, pedindo lhe fosse devolvido o Brasão de Armas que ostentava o frontão principal, comprometendo-se perante a edilidade a mandar colocar à sua custa um brasão da cidade, razão porque hoje ostenta um brasão estilizado da cidade.